# Turistická značená trasa 0870
 turistická značka č. 0870 (pojmenovaná jako Velkofatranská Magistrála) měří 40,8 km; spojuje obec Ľubochňa a vrchol Krížna v pohoří Velká Fatra na Slovensku. 

## Průběh trasy
Prochází Lubochňanským hřebenem po nepříliš navštěvované a tedy i nepříliš udržované trase (časté překážky z padlých stromů). V části mezi Lubochňou a Chatou pod Borišovem je velmi málo zdrojů pitné vody. I když to její název naznačuje, nejedná se o nejdelší turistickou značenou trasu v pohoří Velké Fatry, tou je  zelená trasa č. 5600.
Z Lubochni za rozcestím v dolině Korbeľka stoupá trasa prudce a dlouze k vrcholu Kopa. Odtup sklesává po hřebeni přes vrchol Fatra (podle kterého je pohoří pojmenováno) do Ľubochnianského sedla. Následuje prudký, místy až strmý výstup na vrchol Tlstý diel. Značení je v tomto úseku málo udržované a často se zcela ztrácí. Po hřebeni značka pokračuje na vrchol Vyšné rudno, následuje dlouhý úsek mírního klesání po horských loukách s panoramatickými výhledy na Turany, Vrútky a Martin, stejně jako hřebeny Malé Fatry a Martinských holí. Po cestě je vydatný pramen vody určený k napájení volně se pasoucí hospodářské zvěře. Značka projde sedlem Príslop (možnost nouzově přespat u zamčené mylivecké chaty a načerpat vodu z pramene) a začne táhle stoupat. Nejprve na vrchol Chládkové, potom na nejvyšší vrchol turčanské větve Velké Fatry, na Kľak. Odtud značka pokračuje nejprve strmým, potom už jen příkrým klesáním do Svrčnického sedla, aby následně opět pokračovala stylem "nahoru-dolů" přes vrcholy Vyšná Lipová, Jarabiná, Malý Lysec, Štefanová a Javorina k Chatě pod Borišovom. Celý tento úsek prochází zhutnělým lesním porostem a není na něm žádný zdroj pitné vody. Naopak, příroda klade turistům do cesty náročné překážky ve formě padlých kmenů a rozbujelého křoví, cestu v tomto úseku nikdo dlouhá léta neudržoval. V mapách udávané časy je tedy nutné při plánování cesty přibližně zvojnásobit. Od Chaty pod Borišovom značka pokračuje náročným stoupáním na vrchol Ploské, následuje sklesání do sedla Chyžky a táhlý výstup na nejvyšší hřebenovou část Velké Fatry, která začíná vrcholem Chyžky, následovaným nejvyšším vrcholem pohoří, Ostredkem. Po holé planině s panoramatickými výhledy na západ i na východ značka pokračuje přes vrchol Frčkov k vysílači na vrcholu Krížná, kde značka končí. Celá trasa jde běžným tempem projít za 2-3 dny.
```
- 
```

| Km       | Místo                       | Navazující a křižující trasy                                       | Souřadnice                      | Nadm. výška  |
| -------- | --------------------------- | ------------------------------------------------------------------ | ------------------------------- | ------------ |
| 0        | Lubochňa - vlak             | 8612, 2722                                                         | 49°7′37″ s. š., 19°10′18″ v. d. | 450 m n. m.  |
| 0,9      | Lubochňa - obec             | 2722, 2704                                                         | 49°7′13″ s. š., 19°10′3″ v. d.  | 450 m n. m.  |
| 2,6      | Korbeľka                    |                                                                    | 49°7′53″ s. š., 19°10′ v. d.    | 479 m n. m.  |
| 5,2      | Kopa                        | 8638                                                               | 19°7′18″ s. š., 19°8′29″ v. d.  | 1140 m n. m. |
| 8,2      | Ľubochnianske sedlo         | 2722                                                               | 49°6′41″ s. š., 19°7′18″ v. d.  | 760 m n. m.  |
| 11,5     | Vyšné Rudno                 | 8641                                                               | 49°5′33″ s. š., 19°6′58″ v. d.  | 1051 m n. m. |
| 14,4     | Sedlo Príslop               | 5639                                                               | 49°4′7″ s. š., 19°7′15″ v. d.   | 939 m n. m.  |
| 1 dny5,9 | Chládkové                   |                                                                    | 49°3′22″ s. š., 19°7′20″ v. d.  | 1240 m n. m. |
| 17,4     | Kľak (Velká Fatra)          | 8636X, 2731, 5629                                                  | 49°2′48″ s. š., 19°6′43″ v. d.  | 1394 m n. m. |
| 18,6     | Svrčnícke sedlo             |                                                                    | 49°2′11″ s. š., 19°6′46″ v. d.  | 1209 m n. m. |
| 20,3     | Široké                      |                                                                    | 49°1′28″ s. š., 19°6′44″ v. d.  | 1152 m n. m. |
| 22       | Jarabiná                    | 5635, 2732                                                         | 49°0′33″ s. š., 19°6′42″ v. d.  | 1314 m n. m. |
| 23,1     | Sedlo pod Kopou             |                                                                    | 49°0′3″ s. š., 19°6′22″ v. d.   | 1147 m n. m. |
| 25       | Malý Lysec                  | 2721                                                               | 48°59′12″ s. š., 19°6′27″ v. d. | 1298 m n. m. |
| 25,4     | Malý Lysec - rozcestí       | 2721                                                               | 48°59′4″ s. š., 19°6′9″ v. d.   | 1270 m n. m. |
| 26,5     | Štefanová                   |                                                                    | 48°58′29″ s. š., 19°6′3″ v. d.  | 1300 m n. m. |
| 27,4     | Štefanovské sedlo           |                                                                    | 48°58′9″ s. š., 19°6′27″ v. d.  | 1219 m n. m. |
| 29,2     | Javorina                    |                                                                    | 48°57′22″ s. š., 19°7′13″ v. d. | 1302 m n. m. |
| 30,4     | Šoproň                      |                                                                    | 48°56′51″ s. š., 19°6′39″ v. d. | 1370 m n. m. |
| 31,6     | Chata pod Borišovom - rázc. | Naučná stezka Hrebeňom Veľkej Fatry, 8614, 5600, 2733              | 48°56′27″ s. š., 19°5′58″ v. d. | 1270 m n. m. |
| 32,3     | Nad Studeným                | Naučná stezka Hrebeňom Veľkej Fatry, 5600, 2733                    | 48°56′18″ s. š., 19°6′30″ v. d. | 1301 m n. m. |
| 33,2     | Ploská                      | 8604                                                               | 48°56′2″ s. š., 19°7′ v. d.     | 1530 m n. m. |
| 34,6     | Chyžky                      | Naučná stezka Hrebeňom Veľkej Fatry, 2733, 8605                    | 48°55′29″ s. š., 19°6′8″ v. d.  | 1331 m n. m. |
| 35,6     | Koniarky                    | Naučná stezka Hrebeňom Veľkej Fatry, 8633                          | 48°55′7″ s. š., 19°5′35″ v. d.  | 1379 m n. m. |
| 37,9     | Ostredok - rázc.            | Naučná stezka Hrebeňom Veľkej Fatry, 5640                          | 48°54′8″ s. š., 19°4′45″ v. d.  | 1590 m n. m. |
| 38,2     | Ostredok                    | Naučná stezka Hrebeňom Veľkej Fatry,                               | 48°53′58″ s. š., 19°4′54″ v. d. | 1596 m n. m. |
| 38,9     | Frčkov                      | Naučná stezka Hrebeňom Veľkej Fatry,                               | 48°53′36″ s. š., 19°4′45″ v. d. | 1590 m n. m. |
| 40,8     | Krížna (Velká Fatra)        | Naučná stezka Hrebeňom Veľkej Fatry, 0801 (Cesta hrdinů SNP), 2628 | 48°52′36″ s. š., 19°4′44″ v. d. | 1574 m n. m. |

## Rozcestníky

Chata pod Borišovom, rázc., levá část (1270 m) [2]
Chata pod Borišovom, rázc., pravá část (1270 m) [2]
Nad Studeným, levá část (1318 m) [3]
Nad Studeným, pravá část (1318 m) [3]
Ploská (1532 m) [4]
Chyžky (1310 m) [5]

## Galerie

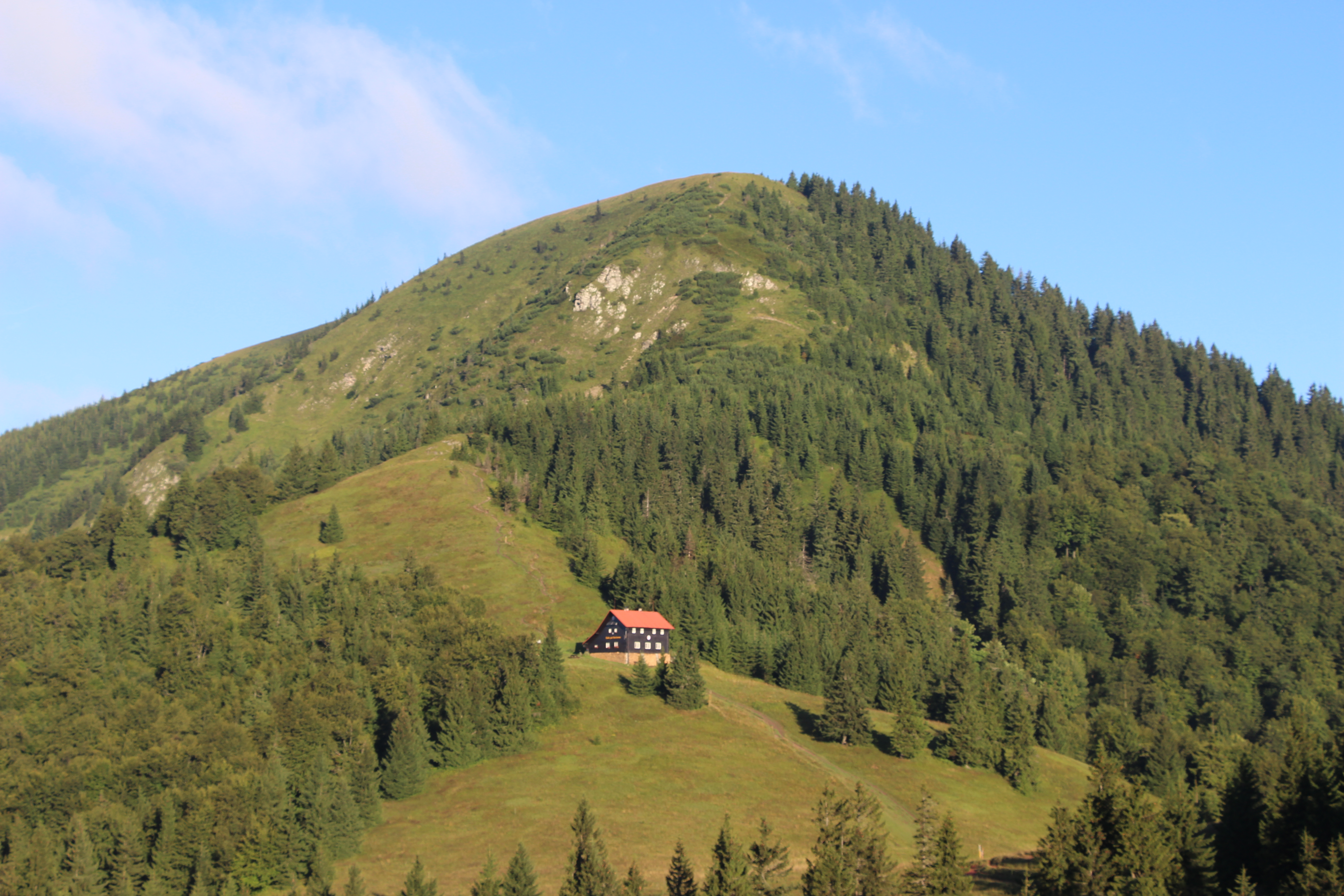
Chata pod Borišovom
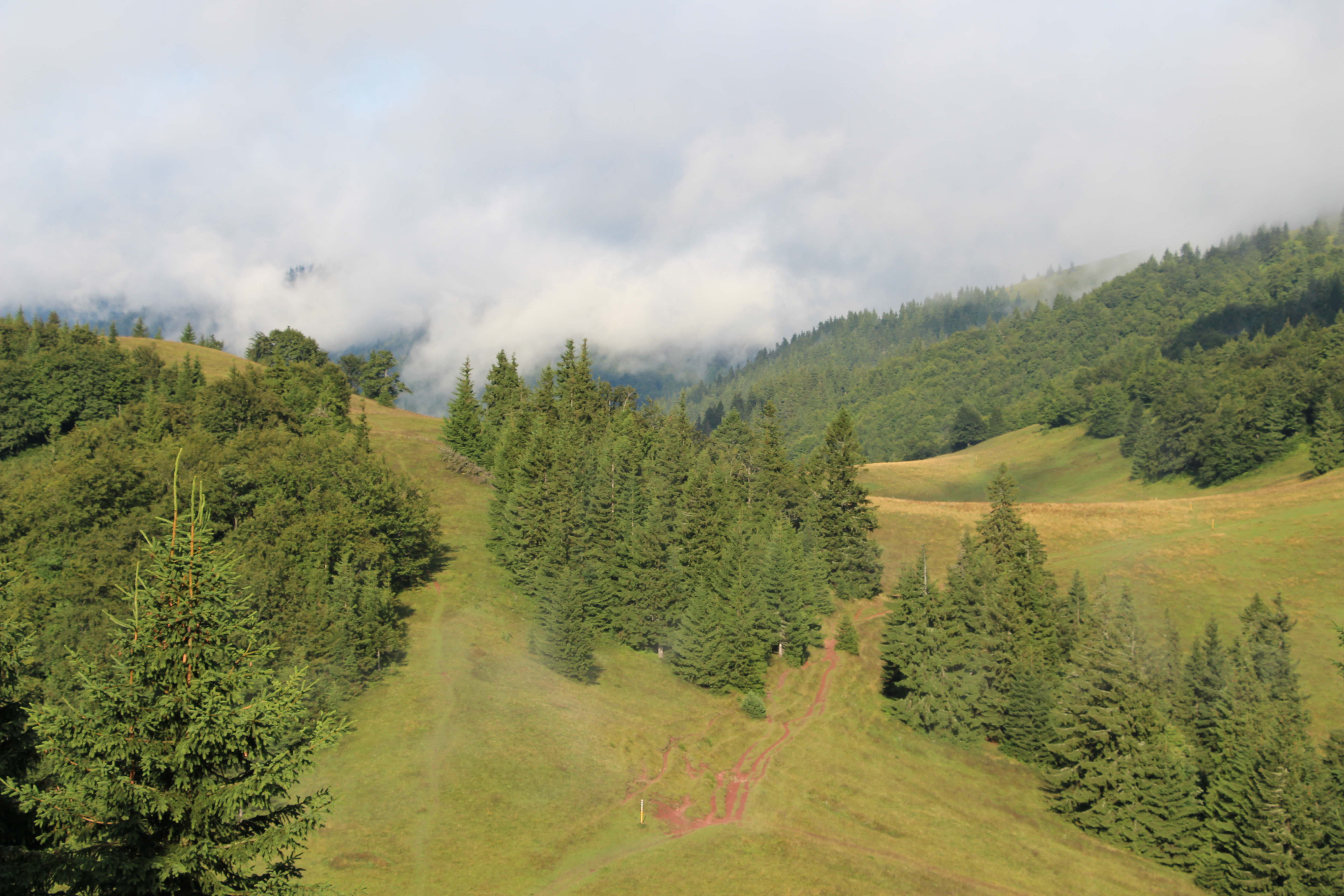
Nad Studeným
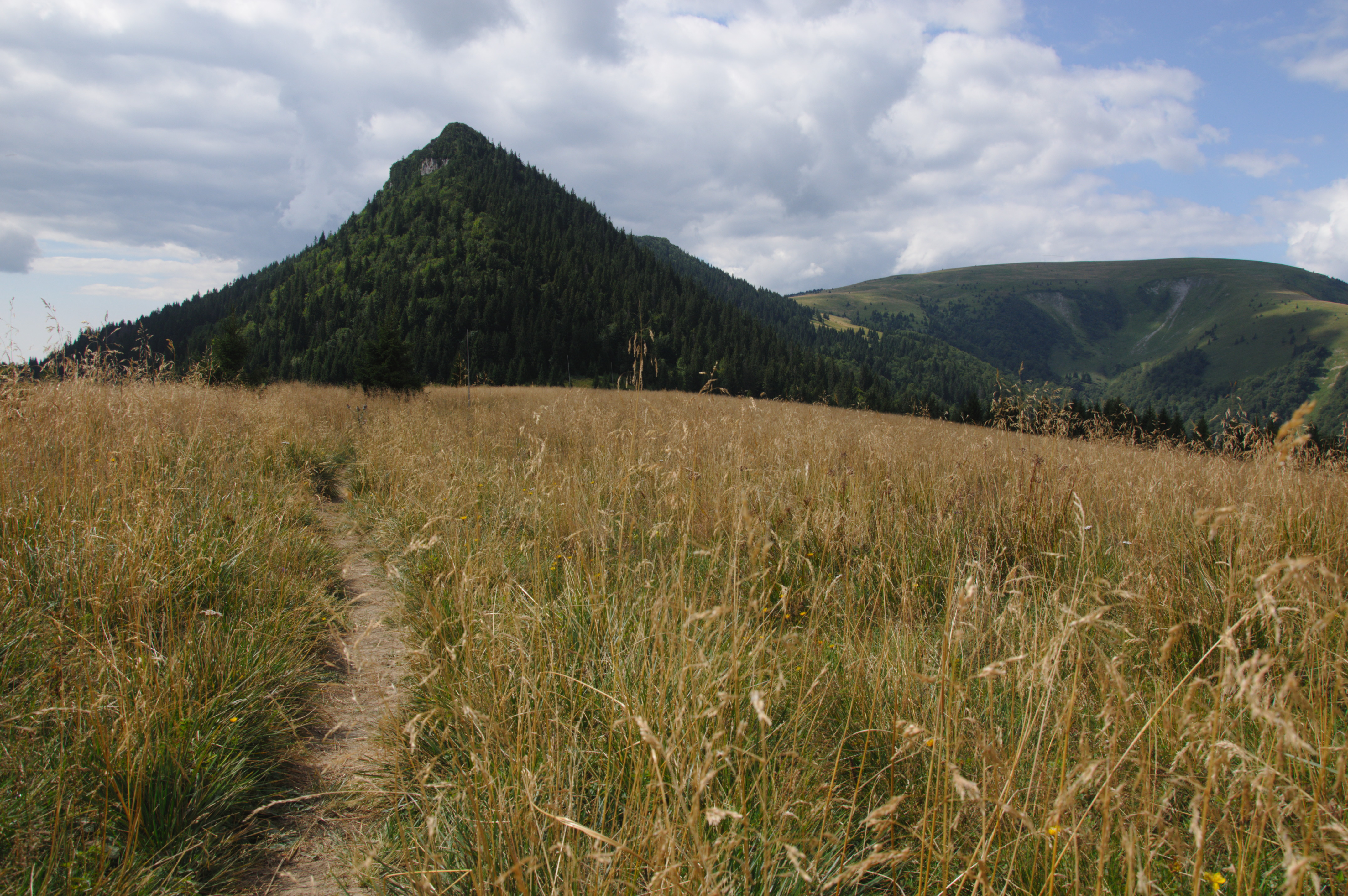
Ploská (vpravo)
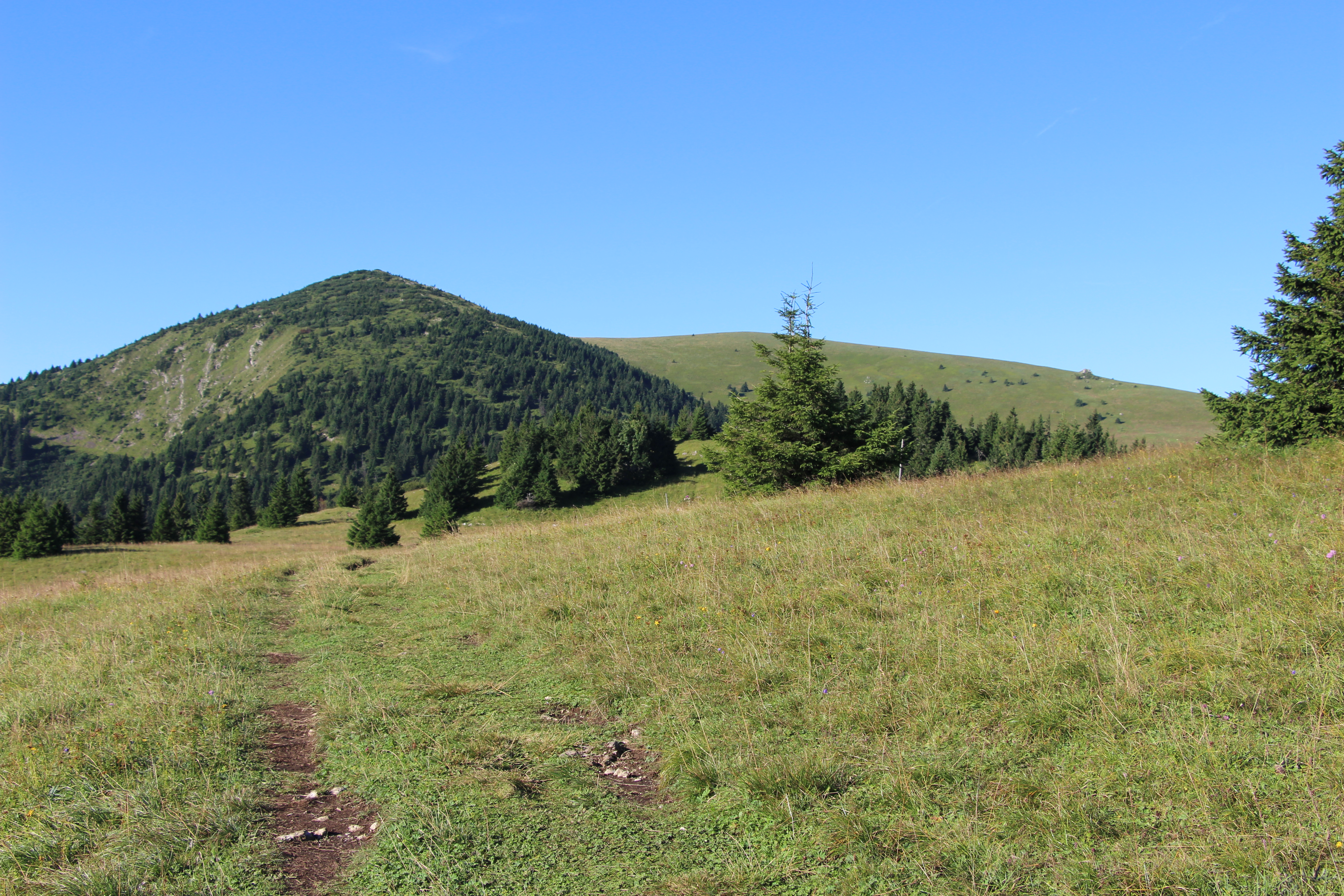
Chyžky